# 4525 Johnbauer
4525 Johnbauer este un asteroid din centura principală, descoperit pe 15 mai 1982 de Eleanor Helin, Eugene Shoemaker și P. D. Wilder.